# Osvaldo Peña
Osvaldo Peña Muñoz (Santiago de Chile, 10 de noviembre de 1950) es un escultor chileno.

## Biografía
Nacido en Santiago, Peña ingresó a la Escuela de Bellas Artes de la Universidad de Chile en 1970, pero debió abandonar en 1973 tras el Golpe de Estado en Chile. Fue alumno de Ricardo Mesa y compañero de los escultores Francisco Gazitúa y Patricia del Canto. En 1979 ganó una beca para perfeccionarse en España gracias a la Fundación del Pacífico.
En 1983 recibió el premio de la crítica del Círculo de Críticos de Arte de Chile y en 1990 recibió la beca en Artes Visuales por parte de la Fundación Andes para realizar el proyecto escultórico del bloque de madera a la xilografía, aproximación a la cultura chilota. 
En 1991 realizó el Cristo Resucitado de la Parroquia Italiana y en 1995 la escultura espiral ubicada en el edificio World Trade Center de Santiago. Fue galardonado con el premio Marco Bontá, Academia Chilena de Bellas Artes. Asimismo, en tres ocasiones ha recibido el premio Altazor: 2000, 2002 y 2009.
En abril de 2023 recibió el Premio a la Creación Artística 2022, galardón otorgado por la Universidad Finis Terrae.

## Obra
A principio de los años 1970 se da a conocer con obras creadas en resinas plásticas y fibra de vidrio. Posteriormente y hasta principio de los años 1990, su trabajo se enfocó principalmente en el uso del acero y una temática más bien urbana. Desde el año 1992 deja el acero para comenzar a trabajar con maderas. Su obra se distingue principalmente por dos orientaciones: una enfocada a la representación de la hombre contemporáneo caminando y la otra que rompe con la tridimensionalidad e incorpora espejos y láminas para provocar e involucrar al espectador. Sus obras de gran tamaño están presentes en el espacio público, donde el metal y la pintura son clave de sus propuestas volumétricas. 

En un ensayo para Fundación Actual, el artista César Gabler definió la obra de Peña: 
Crítico sin caer en la denuncia explícita; figurativo, sin abrazar el realismo, Peña parece preferir la sugerencia y hasta una visión poética de las cosas y las imágenes, que la presentación de temas contingentes con referencias evidentes. 

## Catálogo de obras públicas
| Imagen | Título                                 | Año  | Técnica                                               | Dimensiones          | Localización                                             | Ciudad               |
| ------ | -------------------------------------- | ---- | ----------------------------------------------------- | -------------------- | -------------------------------------------------------- | -------------------- |
|        | Verde y viento                         | 1991 | Barras de fierro pintado                              | 2,10 x 1,90 x 0,85 m | Parque de las Esculturas                                 | Santiago             |
|        | Espiral                                | 1995 | Acero y fibra de vidrio                               |                      | Nueva Tajamar 481 afuera del edificio World Trade Center | Las Condes, Santiago |
|        | Pueblo                                 | 1988 | placa de acero forjado                                |                      | Parque Forestal                                          | Santiago             |
|        | Alegoría a la fundación de Panguipulli | 1996 | Madera                                                |                      | Panguipulli                                              | Región de Los Ríos   |
|        | El culebrón                            | 1997 |                                                       |                      | Ciudad Empresarial                                       | Huechuraba, Santiago |
|        | Culebra Luna                           | 1999 |                                                       |                      | Escuela El Chañar                                        | Copiapó              |
|        | Todos los días                         | 1999 | Acero y fibra de vidrio                               |                      | Campus Lircay, Universidad de Talca                      | Talca                |
|        | El puente                              | 1999 | Madera integrada de ciprés y madera natural de coihue |                      | Estación de metro Santa Ana                              | Santiago             |
|        | Monumento a la amistad                 | 2000 | Acero y fibra de vidrio                               |                      | Alameda con Estado                                       | Santiago             |
|        | Jardín                                 | 2005 | Acero y fibra de vidrio                               |                      | Avenida Apoquindo con Augusto Leguía                     | Las Condes, Santiago |
|        | El viaje                               | 2009 | Escultura en bornote y estructura de acero            |                      | Estación de metro Universidad Católica                   | Santiago             |
|        | Largo viaje                            | 2010 | Acero inoxidable y aluminio                           |                      | Paseo de las Esculturas La Pastora                       | Las Condes, Santiago |
|        | Observador                             | 2016 | Acero y alumio fundido                                |                      | Avenida Apoquindo con Augusto Leguía                     | Las Condes, Santiago |